# Tennbachgletscher
Der Tennbachgletscher ist ein kleiner Gletscher in der Schweiz in den Berner Alpen. 
Er liegt im Lötschental an den Südhängen von Sackhorn und Elwertätsch. Seine Eismassen erstrecken sich über eine Fläche von ca. 1 km² und reichen bis auf 2900 m ü. M. hinab. Im Nordosten ist er mit dem Eis des Tellingletschers verbunden. Er entwässert über die Lonza in die Rhone als deren Vorfluter hinweg in das Mittelmeer.